# Tatjana Šifrer
Tatjana Šifrer, diplomirana geografka ter bibliotekarska svetovalka, *16. marec 1931, Celje, † 2005.

## Življenje
Njeno šolanje je prekinila vojna. Leta 1941 je bila izseljena v Kikindo, kjer je preživela vsa vojna leta. Tam je obiskovala nižjo gimnazijo, leta 1949 pa je maturirala v Ljubljani. Študirala je geografijo in leta 1953 diplomirala na tedanji Prirodoslovno matematični fakulteti v Ljubljani. Z diplomsko nalogo »Bistriška ravan – regionalni pregled« je prejela študentsko Prešernovo nagrado. Leta 1954 se je kot asistent za knjižna dela zaposlila na takratnem Geografskem inštitutu Univerze v Ljubljani. Leta 1957 je opravila strokovni izpit za bibliotekarja. Leta 1970 je postala višji bibliotekar, pet let kasneje je napredovala v višjega bibliotekarja specialista in leta 1987  v bibliotekarskega svetovalca ter se s tem najvišjim bibliotekarskim nazivom leta 1989 upokojila. Umrla je leta 2005, v 75. letu starosti.

### Združenje geografije z bibliotekarsko stroko
Tatjana Šifrer je bila predana družini in knjižnici. V vsem njenem preintridesetletnem vodenju geografske knjižnice na Filozofski fakulteti v Ljubljani je znala s svojo strokovnostjo in osebnim pristopom povezati geografijo s knjižnico. Njen pedagoški dar in prijazen odnos do obiskovalcev in sodelavcev je knjižnico naredil za središče geografskega oddelka na fakulteti. 
Bila je prva poklicna bibliotekarka na Filozofski fakulteti v Ljubljani. Knjižnico je pričela strokovno urejati že leta 1954. Uspešno je združila strokovno znanje geografije s sodobnimi načeli bibliotekarske stroke. Kot dolgoletni strokovni vodja je sprva sama, zadnjih deset let pa ob pomoči sodelavk, knjižnico uredila kot bibliotekarsko in dokumentalistično središče geografije. Njena zasluga je, da ji je uspelo urediti tekoče, ažurne kataloge, v katerih je zbrano vse bogastvo knjižnice za geografijo. Katalogizirala ni le monografskih publikacij, temveč je samoiniciativno že zelo zgodaj pričela katalogizirati strokovne članke iz domače in tuje geografske periodike ter revij sorodnih ved. Kataložne listke je po geslih razvrstila v abecedno-imenski katalog ter sistematski katalog. Slednji je urejen po regionalnem principu in tudi po vsebini, to je po sistematiki geografije.

## Delo
Tatjana Šifrer je posebno pozornost posvečala informacijski dejavnosti in s tem tudi popularizaciji geografije. Z izdajanjem Biltena novosti geografske knjižnice je širši krog geografov doma in v zamejstvu seznanjala z novostmi v knjižnici. Skrbno urejeni katalogi so obiskovalcem omogočali enostavno iskanje knjižnega gradiva in prispevkov iz domačih in tujih revij. Razvoju geografije so sledila nova izbrana gesla v sistematskem katalogu. Posebno skrb je namenila delu z uporabniki. Seznanjanje študentov prvega letnika geografije s knjižnico in njeno zbirko je bila njena ideja. Najširšemu krogu geografov je predstavljala bistvo geografske knjižnice. V geografskih revijah je objavila več kot petinštirideset knjižnih ocen in predstavitev knjižnih novosti. Napisala je tri prispevke za radijsko šolo. Njena bibliografija obsega več kot štirideset strokovnih in poljudnih člankov z raznih področij geografije. Veliko prispevkov je namenila mladim bralcem in tako popularizirala geografijo med mladino. Posebej velja omeniti njeno bibliografsko delo. Sodelovala je pri nastajanju prvih dveh zvezkov Slovenske geografske bibliografije. Sad dolgoletnega zbiranja gradiva je več kot 300 strani s približno 2000 bibliografskimi enotami obsegajoča Bibliografija del o industrijski geografiji SFR Jugoslavije. Sodelovala je tudi pri visokošolskem učbeniku Uvod v geografijo, za katerega je pripravila obsežen pregled domače in tuje geografske literature.
Potrebno je poudariti tudi njeno dosledno delo v Knjižnični komisiji na Filozofski fakulteti, ki ji je predsedovala dve leti. Aktivno je delovala tudi v Sekciji za univerzitetne knjižnice Zveze bibliotekarskih društev Slovenije.
S svojim strokovnim, vestnim in marljivim delom je ustvarila sodobno knjižnico in pustila neizbrisljiv pečat na področju knjižnične dejavnosti na fakulteti. Bila je predana delu in družini.

## Dosežki
Za svoje strokovno delo v knjižnici in društvih, publikacistično in bibliografsko delo ter popularizacijo geografije, je prejela več priznanj:
- leta 1953 Prešernovo nagrado za diplomsko nalogo “Bistriška ravan – regionalni pregled”
- leta 1972 pohvalo Geografskega društva Slovenije,
- leta 1983 priznanje Mladinske knjige in revije Pionir,
- leta 1986 Čopovo diplomo Zveze bibliotekarskih društev Slovenije,
- leta 1989 veliko priznanje Filozofske fakultete,
- leta 1997 zlato plaketo Zveze geografskih društev Slovenije.